# Massenhausen (Adelsgeschlecht)

Wappen derer von Massenhausen bei Philipp Apian, 1562

Die Herren von Massenhausen (auch: Mässenhausen, Messenhausen o. ä.) waren ein altbayerisches Turnieradelsgeschlecht, das besonders durch das Marschallamt in Erscheinung trat. Sie waren eines Stammes mit den Herren von Kamer, von Kamerberg, von Parteneck und von Hilgertshausen. Ihr Stammort Massenhausen ist heute Ortsteil der Freisinger Gemeinde Neufahrn.
Die hier behandelte Familie ist zu unterscheiden von dem gleichnamigen, aber nicht verwandten Briefadelsgeschlecht derer von Massenhausen, die im Jahr 1819 von König Maximilian geadelt wurden.

## Geschichte
Wiguleus Hund verwies zunächst auf Matthäus Marschalk, demzufolge Ruthena von Massenhausen die Hausfrau „Keyser Fridrichs deß andern“ gewesen sei. Johannes Cuspinian wiederum aber widersprach, weil sie als Tochter des Grafen Ottos von Wolfratshausen zeitlich betrachtet nicht dafür infrage komme. Der letzte Graf Otto von Wolfratshausen starb im Jahr 1136.

„Die von Mässenhausen ligen hie
Die nach Ehren ringen je“

Die Hallertauer Hofmark Ayterpach (heute Aiterbach, ein Ortsteil von Allershausen), habe denen von Massenhausen zur Hälfte gehört. In Indersdorf (auch: Undenstorff) ist das Begräbnis derer von Massenhausen gewesen, im Kreuzgang der zitierten Intschrift. In Freising sei auch ein Stift, ein Begräbnis und eine Kapelle derer von Massenhausen.
Die Stammreihe beginnt bei Engelmar von Massenhausen († um 1200), „Dienstadeliger des Bischofs von Freising“. Sein Enkel Eberhard, Sohn des Diepold, heiratete eine von Kammer. Aus der Ehe entstammte Arnold, der im Jahr 1278 in der von ihm erworbenen Grabstätte im Kloster Indersdorf beigesetzt wurde. Sein Sohn Arnold II., Marschall Ottos III., ungarischen Königs und niederbayerischen Prinzen. Die Linie Arnolds II. starb aber bald aus, im Gegensatz zu der seines Bruders Ortlieb († 1339), der sich insgesamt dreimal verheiratete und viele Kinder zeugte.
Darunter waren Ulrich, der 1345 Propst des Stiftes Ardagger war und Johann, beide Domherren zu Freising; Katharina, Elisabeth und Agnes, die sich jeweils „mit vornehmen Männern“ verheirateten, und Arnold IV., Marschall Kaiser Ludwigs des Bayern. Von 1323 bis 1325 und vom 24. April 1360 bis zum 26. Dezember 1361 war er Pfleger des Landgerichts Kranzberg. 1358 wurde Arnold IV.  von Bischof Albert II. von Hohenberg zum Pfleger von Freising ernannt; das Amt hatte er bis zum 28. Januar 1362 inne. Weil Arnold IV. keine Nase gehabt haben soll, trägt er den Beinamen „der Nasenlose“. Aus Eifersucht ließ er seine Frau Elisabeth, geborene von Greifenberg, und ihren Diener am 5. Dezember 1323 verbrennen. Zuvor hatte sie Arnold einen Sohn Wilhelm geboren. Später ließ Arnold Kapellen bauen und Kirchen und Klöster beschenken, weil ihn die Erinnerung an seine hingerichtete Frau am Scheiterhaufen in der Kirche heimsuchte. Wie sie am Scheiterhaufen noch mit erhobener Hand geschworen hatte, wurde den Herren von Massenhausen nun tatsächlich kein Sohn mehr geboren.
Arnolds Sohn Wilhelm von Massenhausen war unter Bischof Paul von Jägerndorf von 10. August 1365 bis 2. Januar 1372 und von 8. September 1381 bis zu seinem Tod am 8. April 1390 Stadtpfleger von Freising.
Unterdessen gibt es noch einige Berichte bis zum Anfang des 15. Jahrhunderts, zum Beispiel über Siegmund und Hans von Massenhausen, die in Regensburg (1396) bzw. Eßling (1374) und Heilbronn (1408) in Turnieren zugegen waren.

## Wappen
Eining sind sich, soweit überprüfbar, alle das Geschlecht der Massenhausener behandelnden Heraldiker bezüglich ihres Wappens gewesen: goldene Parte im blauen Schild.

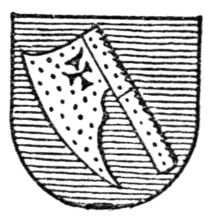
Uncoloriertes Wappen bei Arthur Charles Fox-Davies
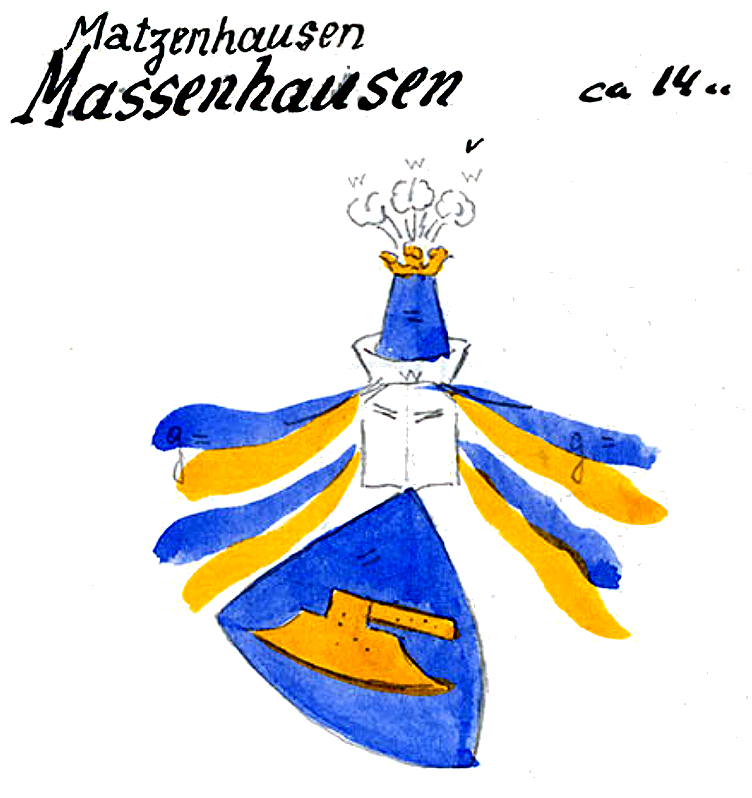
Abbildung in Tiroler Wappen, Fischnaler Wappenkartei
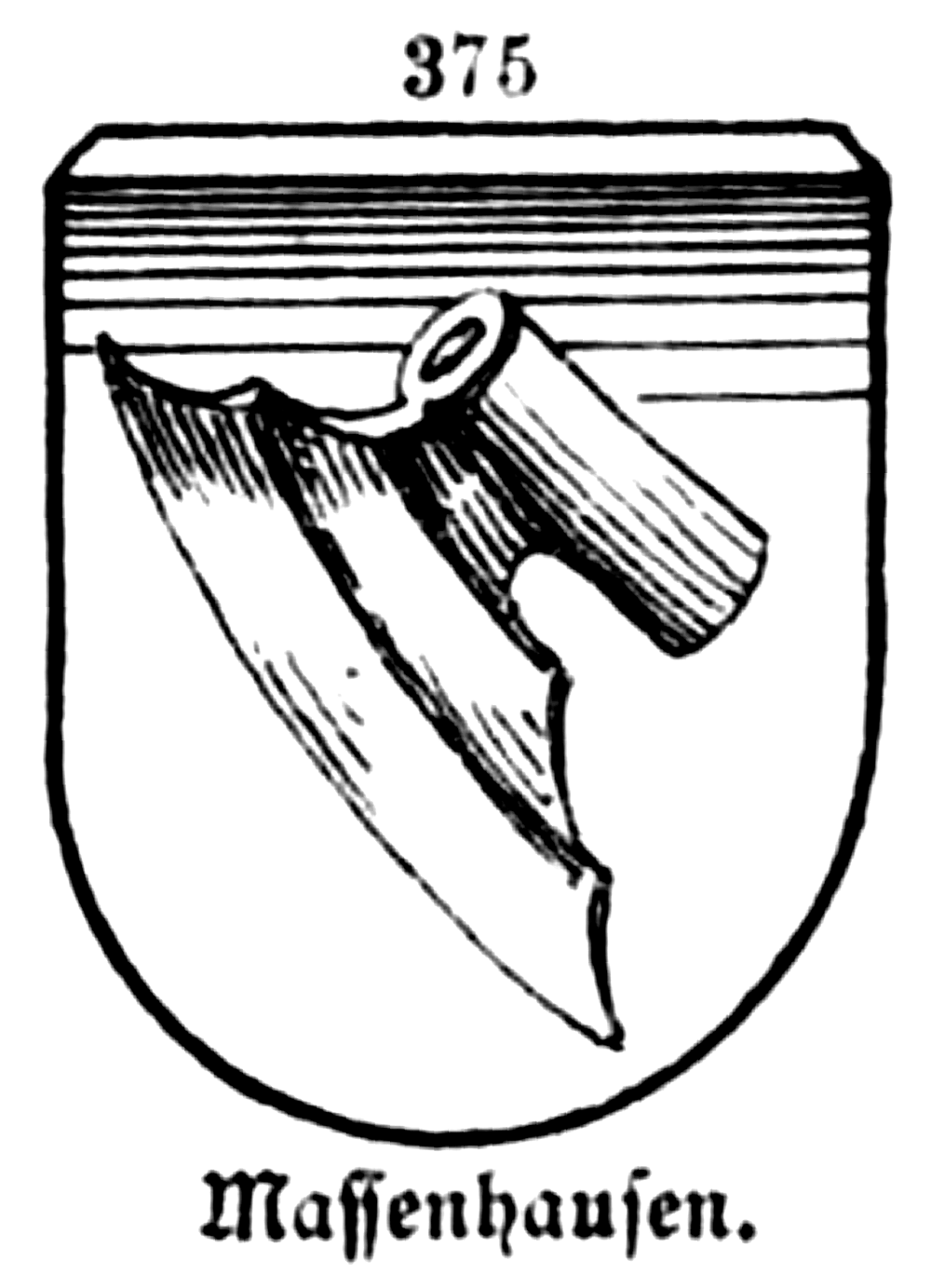
Abbildung in Philipp Apians bayerischer Wappensammlung

Das Wappen ist Teil des Wappens der gleichnamigen, aber nicht verwandten Herren von Massenhausen, die 1819 von König Maximilian geadelt wurden und ein geviertes Wappen verliehen bekamen.